# Dominique Genet
Pour les articles homonymes, voir Genet.
Dominique Genet, né le 24 novembre 1968, est un archer français, spécialisé en arc à poulies.
Il remporte aux Championnats du monde en salle 2007 la médaille de bronze individuelle et la médaille d'argent par équipes hommes et aux Championnats du monde en salle 2009 la médaille de bronze individuelle et par équipe masculine. Il est médaillé d'argent par équipes aux Championnats d'Europe en salle 2011 et médaillé de bronze par équipe aux Championnats du monde de tir à l'arc 2013.
Il est aussi troisième de la Coupe du monde 2015.
Il est médaillé d'argent en duo mixte d'arc à poulies avec Amélie Sancenot aux Championnats du monde de tir à l'arc 2015 à Copenhague.